# Eglumegad
Eglumegad (LY354740) je lek koji se istražuje za potencijalnu primenu u treatmanu anksioznosti i zavisnosti. On je jedinjenje izvedeno iz glutamata. Njegov način dejstva sugeriše mogući novi mehanizam.

## Mehanizam akcije
Eglumegad deluje kao agonist koji je selektivan za grupu II metabotropnih glutamatnih receptora (2/3). Nalazi o direktnoj interakciji sa dopaminskim D2 receptorima su inkonzistentni.